# The Mindbenders
The Mindbenders, originalmente Wayne Fontana and the Mindbenders, fue una banda de británica de música beat originaria de Manchester, Inglaterra. Formada en un inicio como la banda de apoyo de Wayne Fontana, fue uno de los muchos grupos que gozaría de gran fama durante la «invasión británica» de mediados de los 1960, consiguiendo éxitos mayores en las listas musicales con los sencillos «The Game of Love» en 1965 y «A Groovy Kind of Love» en 1966.

## Historia
En junio de 1963, tras la separación del grupo The Jets de Wayne Fontana, este se asociaría de imprevisto junto al bajista Bob Lang, el baterista Ric Rothwell y el guitarrista Eric Stewart para una audición con el sello discográfico Fontana Records, en la que conseguirían un contrato de grabación. Después de la audición, el recientemente formado grupo sería nombrado como The Mindbenders, en referencia a la película The Mind Benders (1963), protagonizada por Dirk Bogarde.

## Miembros
- Wayne Fontana –  voz, pandereta (1963-1965)
- Bob Lang –  bajo (1963-1968)
- Ric Rothwell –  batería (1963-1967)
- Eric Stewart –  guitarra, voz (1963-1968)
- Paul Hancox –  batería (1967-1968)
- Graham Gouldman –  bajo (1968)
- Jimmy O'Neil –  órgano (1968)